# Krystyna Bojarska
Krystyna Halina Bojarska (ur. 15 września 1925 w Bydgoszczy)  – polski weteran II wojny światowej, kapitan w stanie spoczynku, żołnierz Armii Krajowej.

## Życiorys
W latach 30. jej ojciec został przeniesiony służbowo do Gdyni i tam rozpoczęła naukę w Gimnazjum Sióstr Urszulanek. W 1939 wraz z rodziną przeprowadziła się do Rzeszowa. Część wojny spędziła w Łańcucie, gdzie uczęszczała do szkoły handlowej. Oprócz nauki pracowała w Komunalnej Kasie Oszczędnościowej. W 1944 została łączniczką AK o pseudonimie „Krys”. Jej zadaniem było pisanie ulotek na maszynie, przenoszenie prasy i amunicji. Doręczała grypsy i paczki żywnościowe do obozu w Pustkowie. Po wojnie wróciła z rodziną do Wejherowa. Pracowała m.in. w PKS w Wejherowie i PKS w Gdyni. W 1980 przeszła na emeryturę.
Została odznaczona m.in. Krzyżem Orderu Krzyża Niepodległości (2016), Złotym Krzyżem Zasługi (2005), odznaką honorową Związku Inwalidów Wojennych Rzeczypospolitej Polskiej, Krzyżem Armii Krajowej,  odznaką pamiątkową „Akcja Burza”, odznaką Weterana Walk o Wolność i Niepodległość Ojczyzny i Medalem Pamiątkowym „Nike”..